# Calcodes nishiyamai
Calcodes nishiyamai es una especie de coleóptero de la familia Lucanidae.

## Distribución geográfica
Habita en la isla de Flores (Indonesia).